# The Firm (banda)
The Firm foi um supergrupo de rock compreendendo o vocalista Paul Rodgers, ex-integrante das bandas Free e Bad Company, o guitarrista Jimmy Page, ex-The Yardbirds e Led Zeppelin, o baterista  Chris Slade e o baixista Tony Franklin. Originalmente, Page e Rodgers queriam Bill Bruford e Pino Palladino como membros, mas compromissos dos músicos inviabilizaram suas participações.
Tanto Paul quanto Jimmy se recusavam a tocar músicas de suas ex-bandas, e portanto apresentaram, como repertório uma mescla de canções de seus trabalhos solo e inéditas. As novas faixas eram mais comerciais, com forte influência soulfull. Apesar de se recusar a tocar material antigo, a última faixa do álbum de estreia, "Midnight Moonlight", era originalmente "The Swan Song", do Led Zeppelin. Isso fez com que alguns críticos afirmassem que Jimmy Page estava começando a ficar sem ideias. Em entrevistas posteriores à imprensa, Page reforçou que a banda nunca foi concebida para durar mais de dois álbuns. Após a separação, Page e Rodgers voltaram aos seus respectivos trabalhos solo, enquanto Chris Slade ingressou no AC/DC e Franklin uniu-se com o guitarrista John Sykes no Blue Murder.

## Discografia
- 1985: The Firm
- 1986: Mean Business